# Mike Thackwell

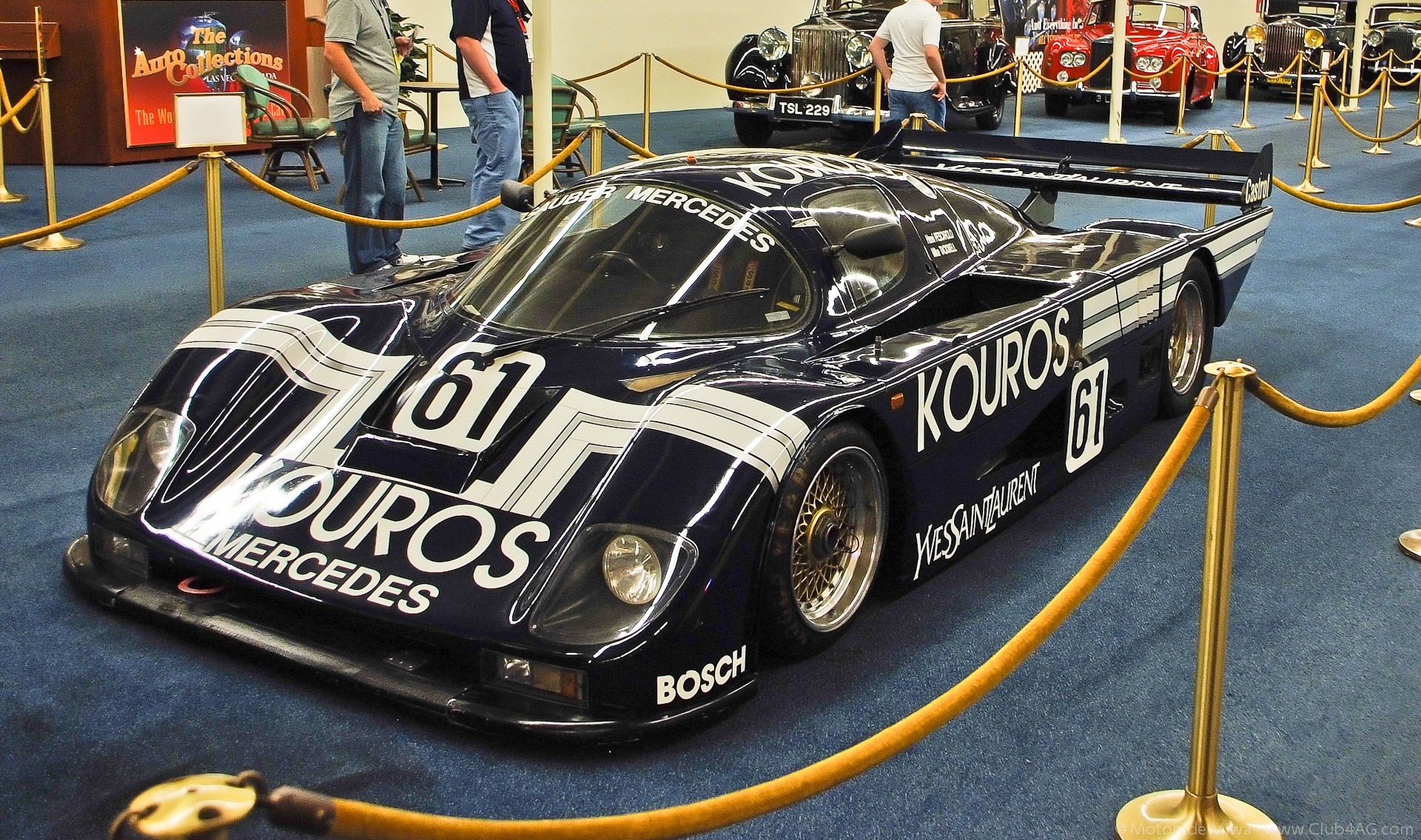
Sauber C8 pilotado por Henri Pescarolo e Mike Thackwell durante a temporada do WSC de 1986 (fonte: www.racingsportscars.com), exibido nas coleções de 2011 do Imperial Palace Harrahs Auto.

Michael Thackwell (Auckland, 30 de março de 1961), conhecido apenas por Mike Thackwell, é um ex-automobilista neozelandês.

## Carreira
Após viver boa parte de seu tempo na Austrália, Thackwell estreou no automobilismo aos 12 anos de idade, pilotando karts. Em 1979, disputou as versões britânica (onde venceu 5 provas consecutivas) e europeia da Fórmula 3.
Em 1980, foi promovido para a Fórmula 2 Europeia e, embora tivesse bom desempenho nas provas, ficou apenas em 8º lugar na classificação geral. Também chegou a disputar provas no Japão e na Nova Zelândia, além de ter sua primeira oportunidade na Fórmula 1, com apenas 19 anos. Ele recebeu uma propostas da Ensign, porém foi na Arrows que ele tentou a classificação para o GP dos Países Baixos, ficando de fora do grid. Thackwell voltou à categoria no Canadá, inscrito pela tradicional Tyrrell num terceiro carro. Envolvido em um acidente na largada, o jovem piloto não participou da relargada. A sua participação nesta prova fez com que Thackwell entrasse para a história, tornando-se o piloto mais jovem de todos os tempos a alinhar em um grid de F-1 - recorde superado apenas em 2009, quando da estreia de Jaime Alguersuari pela Scuderia Toro Rosso, aos 19 anos e 125 dias. O neozelandês ficou também de fora do GP dos Estados Unidos.
De volta à Fórmula 2, Thackwell sagrou-se vencedor da temporada de 1984 (última antes da criação da Fórmula 3000), com 7 vitórias e um segundo lugar, provando que recuperou sua pilotagem, prejudicada em decorrência de um violento acidente durante uma sessão de treinos em Thruxton, chegando a fraturar um de seus pés e ficando 3 dias em coma.
Voltaria à Fórmula 1 em 1984, disputando o GP do Canadá pela RAM Racing e não foi bem-sucedido ao tentar uma vaga na etapa da Alemanha, novamente representando a Tyrrell, que viria a ser desclassificada por irregularidades em seus carros. Participou também dos GPs de Laguna Seca e Las Vegas, pela CART, defendendo a equipe Penske.

## Outras categorias e aposentadoria prematura
Entre 1985 e 1987, Thackwell dedicou-se às 24 Horas de Le Mans, chegando em 9º lugar na edição de 1985 (na classe C1), pilotando um Porsche 962C da Kremer Porsche Racing, além de ter abandonado em 1986 e 1987.
Depois do vice-campeonato obtido na temporada inicial da Fórmula 3000, o neozelandês chegou a assinar com a RAM para a temporada 1986 da Fórmula 1. A falência da equipe ainda na pré-temporada abalou o piloto, que ainda chegou a vencer os 1000 km de Nürburgring, em parceria com Henri Pescarolo. Sua última participação em corridas foi em 1988, novamente na Fórmula 3000, quando anunciou sua aposentadoria do automobilismo e, desde então, trabalhou com helicópteros, na mineração de ouro e também foi professor de pessoas deficientes na Inglaterra, vivendo na costa sul do país, dedicando-se ao surfe.

## Resultados nas24 Horas de Le Mans
| Ano  | Equipe                | Co-pilotos                      | Carro                   | Classe | Voltas | Pos. | Class Pos. |
| ---- | --------------------- | ------------------------------- | ----------------------- | ------ | ------ | ---- | ---------- |
| 1985 | Kremer Porsche Racing | Jean-Pierre Jarier Franz Konrad | Porsche 962C            | C1     | 356    | 9º   | 9º         |
| 1986 | Kouros Racing Team    | John Nielsen                    | Sauber-Mercedes-Benz C8 | C1     | 61     | DNF  | DNF        |
| 1987 | Kouros Racing         | Henri Pescarolo Hideki Okada    | Sauber-Mercedes-Benz C9 | C1     | 123    | DNF  | DNF        |
| 1987 | Kouros Racing         | Johnny Dumfries Chip Ganassi    | Sauber-Mercedes-Benz C9 | C1     | 37     | DNF  | DNF        |